# Callionymus
Callionymus – rodzaj morskich ryb z rodziny lirowatych (Callionymidae).

## Zasięg występowania
Ocean Indyjski oraz zachodnia część Oceanu Spokojnego. Niektóre gatunki występują w wodach słonawych.

## Klasyfikacja
Gatunki zaliczane do tego rodzaju:
| - Callionymus aagilis - Callionymus acutirostris - Callionymus afilum - Callionymus africanus - Callionymus altipinnis - Callionymus amboina - Callionymus annulatus - Callionymus australis - Callionymus bairdi – lira koralowa - Callionymus belcheri - Callionymus beniteguri - Callionymus bentuviai - Callionymus bifilum - Callionymus bleekeri - Callionymus brevianalis - Callionymus caeruleonotatus - Callionymus calcaratus - Callionymus carebares - Callionymus colini - Callionymus comptus - Callionymus cooperi - Callionymus curvispinis - Callionymus decoratus - Callionymus delicatulus - Callionymus doryssus - Callionymus draconis - Callionymus enneactis - Callionymus erythraeus - Callionymus fasciatus - Callionymus filamentosus - Callionymus flavus - Callionymus fluviatilis - Callionymus formosanus - Callionymus futuna - Callionymus gardineri - Callionymus goodladi - Callionymus grossi - Callionymus guentheri | - Callionymus hainanensis - Callionymus hildae - Callionymus hindsii - Callionymus ikedai - Callionymus io - Callionymus izuensis - Callionymus kailolae - Callionymus kanakorum - Callionymus keeleyi - Callionymus koreanus - Callionymus kotthausi - Callionymus leucobranchialis - Callionymus leucopoecilus - Callionymus limiceps - Callionymus lunatus - Callionymus luridus - Callionymus lyra – lira - Callionymus macclesfieldensis - Callionymus macdonaldi - Callionymus maculatus – lira kalion, kalion - Callionymus margaretae - Callionymus marleyi - Callionymus marquesensis - Callionymus martinae - Callionymus mascarenus - Callionymus megastomus - Callionymus melanotopterus - Callionymus meridionalis - Callionymus moretonensis - Callionymus mortenseni - Callionymus muscatensis - Callionymus neptunius - Callionymus obscurus - Callionymus ochiaii - Callionymus octostigmatus - Callionymus ogilbyi - Callionymus olidus - Callionymus ornatipinnis - Callionymus oxycephalus - Callionymus persicus | - Callionymus planus - Callionymus platycephalus - Callionymus pleurostictus - Callionymus pusillus - Callionymus recurvispinnis - Callionymus regani - Callionymus reticulatus - Callionymus risso - Callionymus rivatoni - Callionymus russelli - Callionymus sagitta - Callionymus scaber - Callionymus scabriceps - Callionymus schaapii - Callionymus semeiophor - Callionymus sereti - Callionymus simplicicornis - Callionymus sokonumeri - Callionymus sphinx - Callionymus stigmatopareius - Callionymus sublaevis - Callionymus superbus - Callionymus tenuis - Callionymus tethys - Callionymus umbrithorax - Callionymus whiteheadi - Callionymus zythros |

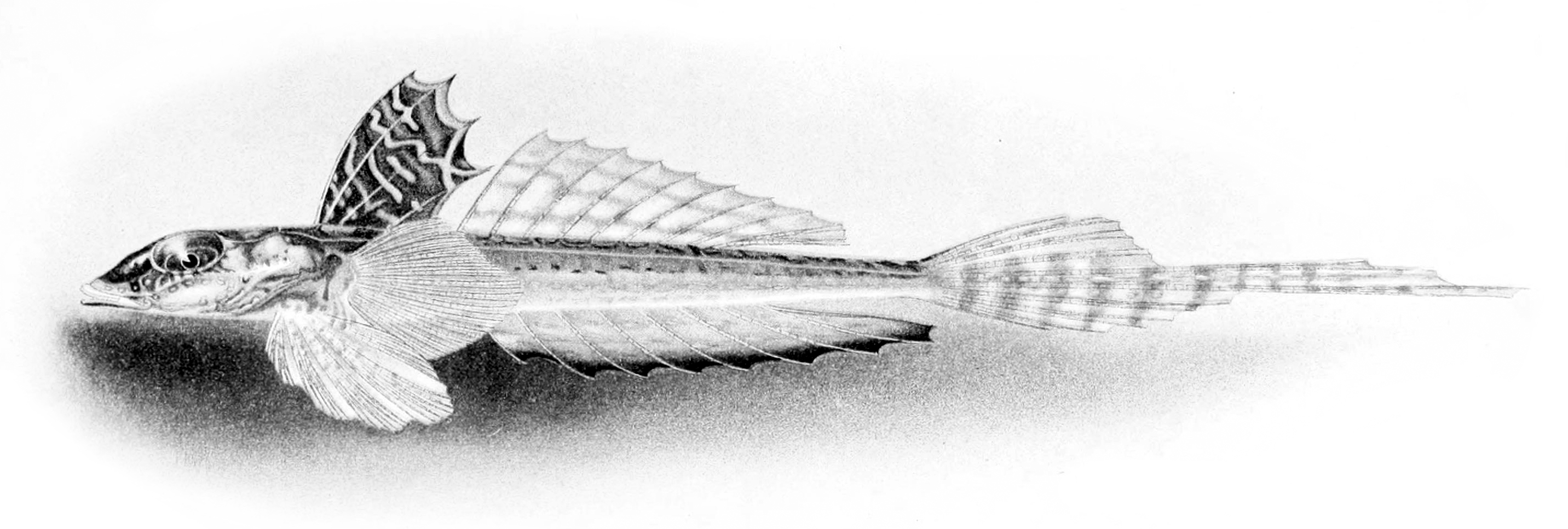
Callionymus caeruleonotatus
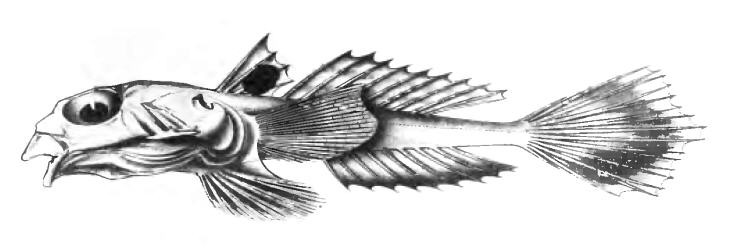
Callionymus carebares
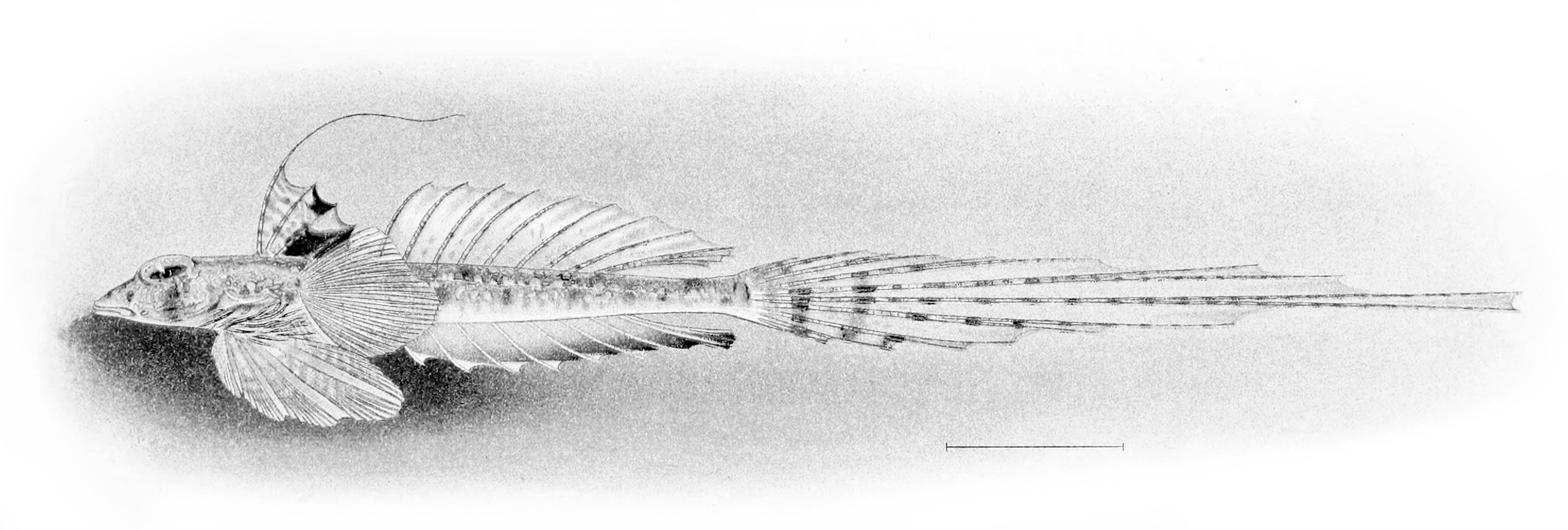
Callionymus decoratus
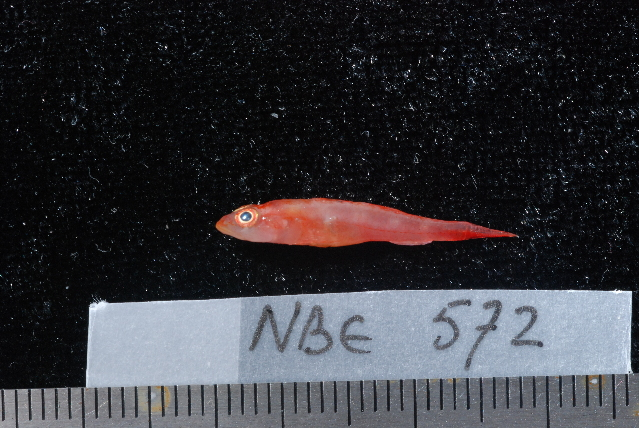
Callionymus delicatulus
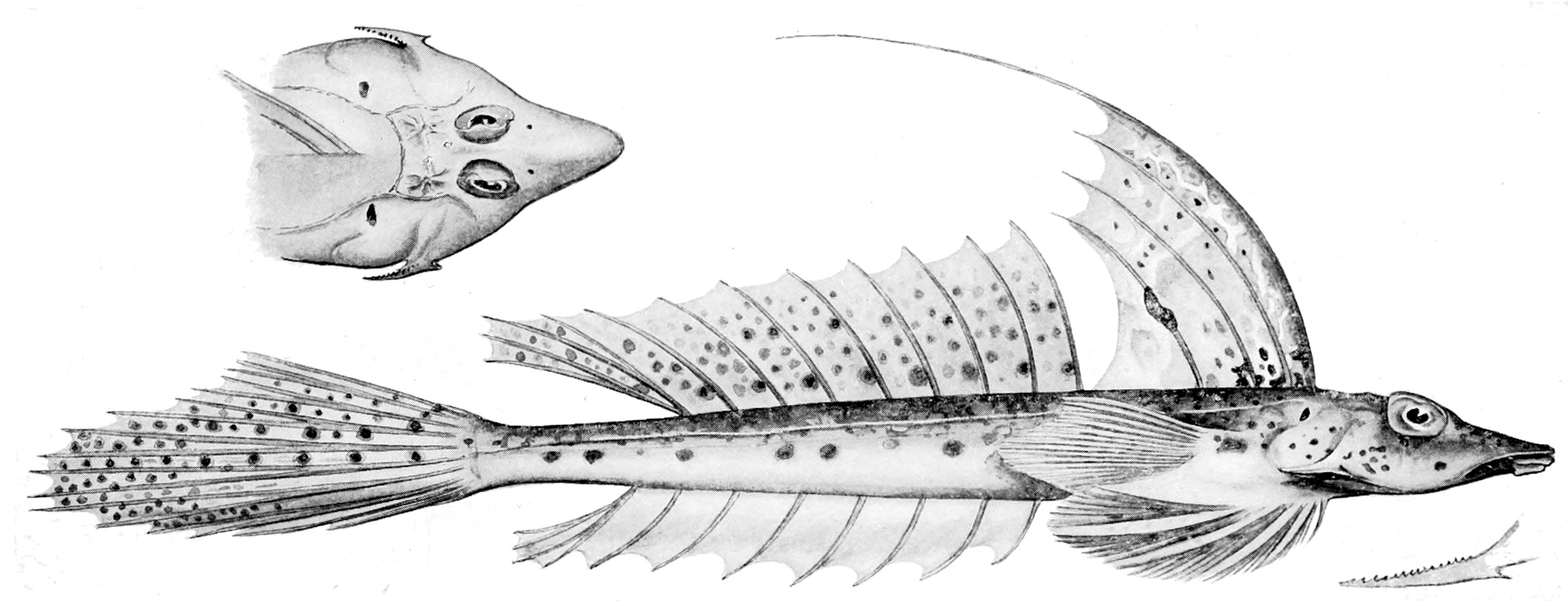
Callionymus grossi
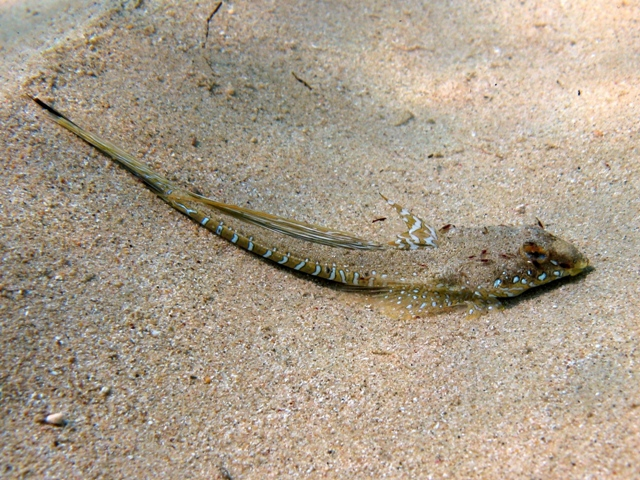
Callionymus pusillus